# Biên (họ)
Biên là một họ của người châu Á. Họ này có ở Việt Nam, Trung Quốc (chữ Hán giản thể: 边, chữ Hán phồn thể: 邊; Bính âm: Biān) và Triều Tiên (Hangul: 변, Romaja quốc ngữ: Byun). Họ này đứng thứ 313 trong danh sách Bách gia tính. Tại Trung Quốc đại lục, họ Biên đứng thứ 200 trong bảng xếp hạng các họ phổ biến nhất. Ngoài Trung Quốc đại lục, họ Biên cũng xuất hiện tại Đài Loan và Hàn Quốc.

## Người Trung Quốc họ Biên nổi tiếng
- Biên Thiều, học giả thời Đông Hán
- Biên Nhượng, quan liêu thời Hậu Hán
- Biên Bảo Tuyền, quan viên Thanh triều
- Biên Phẩm Hiến, nghệ sĩ Đài Loan

## Người Triều Tiên họ Biên nổi tiếng
- Byun Baek-hyun (Hán Việt: Biên Bá Hiền), nam ca sĩ người Hàn Quốc, thành viên nhóm nhạc EXO
- Byun Woo-min (Hán Việt: Biên Vũ Dân), nam diễn viên người Hàn Quốc